# 昇降機賠償責任保険
昇降機賠償責任保険は、エレベーター、エスカレーター等の昇降機に起因する賠償責任をカバーするものであり、受託物に関するリスクを担保している点に特徴がある。これは、受託物に関するトラブル防止のため、また実際上、貨物エレベーターにはオペレーターがいて受託の実態がある場合があること、エレベーターで運搬される受託物はある程度特定されリスクは比較的大きくないと考えられることなどによる。
施設所有管理者賠償責任保険の一種だが、外国でも独立種目であること、歴史上遅れて登場したこと、リスクが特殊であることの理由から、別の保険として構成されている。

## 主な免責
- 被保険者の故意・重過失による法令違反　昇降機の所有・管理者は建築基準法施行令第129条等により一定の技術水準を確保することが求められる関係上、免責としている。